# قلعه گوهر سینه سی
قلعه گوهر سینه سی مربوط به دوره اورارتو است و در شهرستان مرند، بخش مرکزی، دهستان هرزندات شرقی، جنوب روستای داش هرزند واقع شده و این اثر در تاریخ ۲۸ اسفند ۱۳۸۵ با شمارهٔ ثبت ۱۸۹۰۹ به‌عنوان یکی از آثار ملی ایران به ثبت رسیده است.